# Кори, Джефф
Джефф Кори (англ. Jeff Corey), имя при рождении Артур Зверлинг (англ. Arthur Zwerling) (10 августа 1914 года — 16 августа 2002 года) — американский актёр театра, кино и телевидения, также известный как авторитетный преподаватель актёрского мастерства в Голливуде.
За свою карьеру, охватившую более 50 лет, Кори сыграл в таких значимых фильмах, как «Дьявол и Дэниел Уэбстер» (1941), «Убийцы» (1946), «Где-то в ночи» (1946), «Грубая сила» (1947), «Чудо на 34-й улице» (1947), «Четырнадцать часов» (1951), «Вторые» (1966), «Хладнокровное убийство» (1967), «Буч Кэссиди и Санденс Кид» (1969) и «Маленький большой человек» (1969).
В 1950-е годы кинокарьера Кори прервалась в связи с его отказом сотрудничать с Комиссией Конгресса США по расследованию антиамериканской деятельности в сфере шоу-бизнеса. В эти годы Кори основал в Голливуде школу актёрского мастерства, подготовив в ней многих известных актёров. Начиная с 1960 года, Кори снова стал активно сниматься в кино, а также сыграл многочисленные гостевые роли на телевидении.

## Ранние годы и начало карьеры
Джефф Кори родился 10 августа 1914 года в Бруклине, Нью-Йорк, в семье владельца фирмы по установке окон и дверей, он был третьим из четырёх детей. По словам актёра, его детство было приятным, поскольку соседи были очень близки друг с другом: «Они жили там, где жили, и они никуда не переезжали. У меня всегда были хорошие друзья, с которыми я играл на улице, хотя нам и надо было быть осторожными, чтобы не попасть под лошадь, так как в то время не было автомобилей».
Кори впервые заинтересовался актёрской игрой летом во время пребывания в лагере в горах Кэтскилл в Аппалачах. Как актёр вспоминал позднее, свою первую роль он сыграл в средневековом фарсе: «Я был настолько возбуждён, когда меня загримировали и направили на меня юпитеры, что буквально заболел этим делом. Я болен им и сейчас». Во время учёбы в старших классах бруклинской школы интерес Кори к сцене только усилился. Он признавался: «Я не очень хорошо учился, но я был лучшим актёром во всех постановках». В школьном театре он играл, в частности, роль Мефистофеля в спектакле «Фауст». Не добрав баллов, чтобы поступить в городской колледж, Кори пошёл работать продавцом швейных машинок, однако, по его словам, «сдался через неделю».
Вскоре Кори получил стипендию на двухлетнюю учёбу в Школе драматического искусства Фигина в Нью-Йорке. Во время учёбы Кори получил разрешение на работу в шекспировском репертуарном театре Перси Вивиан, где играл небольшие роли в трагедии «Юлий Цезарь». После окончания Школы Фигина Кори в течение двух лет гастролировал с детским театром под руководством Клэр Три Мейджор, играя в таких спектаклях, как «Алладин и его волшебная лампа» и «Робин Гуд». По возвращении в Нью-Йорк он (в то время ещё как Артур Зверлинг) в 1934-35 годах сыграл на Бродвее в спектакле «Чёрный легион», а в 1936 году получил работу копьеносца в «Гамлете», продюсером, режиссёром и исполнителем главной роли в котором был Лесли Говард. Как вспоминал Кори: «На гастролях Говарду понадобилась замена на роль Розенкранца, и после прослушивания я её получил».
Затем Кори нашёл работу в Федеральном театральном проекте в Нью-Йорке, который был частью программы президента Франклина Д. Рузвельта по обеспечению безработных театральных актёров работой в период Великой депрессии. По информации «Нью-Йорк Таймс», в этот период он был связан с такими левыми членами театрального сообщества, как Джон Рэндольф, Элиа Казан и Жюль Дассен. Кори посещал собрания Коммунистической партии, но членом партии не был. Когда в 1939 году финансирование проекта было прекращено, Кори не смог найти работу. Как он позднее вспоминал: «Я собирался закончить с актёрской профессией и даже поступил в Бруклинский технологический колледж», однако затем бросил всё и на старом «Форде» вместе с женой уехал в Калифорнию.

## Карьера в кино
Как написал Хэл Эриксон, в 1940 году, когда 26-летний Кори прибыл в Голливуд, у него уже была репутация «ценного характерного актёра». Поселившись в Лос-Анджелесе, Кори занялся поиском агента. Как вспоминает актёр: «У меня был один твидовый пиджак, в котором я направился на Бульвар Сансет. Первому агенту я не понравился, второй пообещал перезвонить, а третий сказал, что я ему понравился. На следующий день я получил работу на Metro-Goldwyn-Mayer».
Свои первые роли Кори сыграл без упоминания в титрах. Первой заметной ролью актёра был шведский молодожён по имени Йохан в комедии «Третий палец, левая рука» (1940) с Мирной Лой и Мелвином Дугласом. Как вспоминал Кори, «я поехал в шведский квартал, чтобы овладеть акцентом, но там все говорили на идеальном английском. И потому шведскому акценту меня учила знакомая актриса Грета Гранстед». По мнению историка кино Хэла Эриксона, «наверное, лучшую из своих ролей» того периода Кори сыграл в музыкальной хоррор-комедии «Вы узнаете» (1940), где в образе участника шутливого шоу он пел песню, набив рот крекерами.
Год спустя у Кори была более существенная роль в фэнтези-мелодраме студии RKO «Дьявол и Даниэл Уэбстер» (1941), где он сыграл Тома Шарпа, фермера, который продаёт свою душу Дьяволу. По словам историка кино Карен Хэннсберри, «хотя эта картина и не имела успеха после выхода выхода на экраны, сегодня она считается первоклассным фильмом». Как далее пишет Хэннсберри, на протяжении последующих трёх лет Кори сыграл в серии в основном незапоминающихся фильмов, включая посредственную комедию «Дебютантка из маленького городка» (1941), военный фильм «Вызывает Париж» (1941) и средненький вестерн «К северу от Клондайка» (1942). С другой стороны, по словам Хэннсберри, некоторые из фильмов Кори 1943 года стали кассовыми хитами, среди них «Закат Луны» (1943) по роману Джона Стейнбека о нацистской оккупации норвежской деревни во время Второй мировой войны и «Мой друг Флика» (1943), трогательная история о дружбе мальчика и его лошади.
Во время Второй мировой войны в 1943 году Кори пошёл служить в ВМС США, где работал кинооператором боевых действий, выполнив 14 крупных заданий. За свою работу он получил три благодарности от командования.
По возвращении в Голливуд Кори снялся в нескольких фильмах нуар подряд. По словам Эриксона, «актёр был особенно загружен работой в нуаровый период с середины до конца 1940-х годов, сыграв нескольких скользких злодеев». Первым из этих фильмов был «Где-то в ночи» (1946), который рассказывает историю вернувшегося с войны бывшего морпеха (Джон Ходяк), который страдает от амнезии после ранения и не помнит, что в прошлом был связан с преступным миром. Кори сыграл в фильме небольшую роль банковского кассира. Более заметную роль Кори сыграл в первоклассном фильме «Убийцы» (1946), который рассказывает о расследовании убийства работника автозаправочной станции по имени Швед (Бёрт Ланкастер). Ведущий дело страховой следователь Джим Рирдон (Эдмонд О'Брайен) выходит на группу преступников, включая коварную подружку Шведа (Ава Гарднер) и главаря банды, который руководил ограблением бронированного автомобиля с зарплатой. Рирдон также выходит на суетливого персонажа по имени Блинки Франклин (его играет Кори), который был членом банды. Как отмечает Хэннсберри, в одной из лучших сцен фильма Блинки лежит на смертельном ложе, галлюцинируя по поводу своей роли в ограблении, и тюремный доктор говорит о нём: «Он уже умер, хотя ещё дышит». Как вспоминал Кори, именно эту роль он играл на кинопробах, после чего режиссёр Роберт Сиодмак прошептал ему на ухо, что роль — его. По словам Кори, «это была увлекательная работа, интересная роль и чудесный фильм». В 1947 году он был номинирован на четыре «Оскара», в том числе, за лучший сценарий и лучшую режиссуру.
После небольшой роли в вестерне «Калифорния» (1946) с Барбарой Стэнвик и Рэем Милландом, Кори сыграл репортёра в рождественской классике «Чудо на 34-й улице» (1947), а затем появился в короткой сцене в фильме нуар «Гангстер» (1947) в качестве одного из троих владельцев автомастерской, которые безжалостно избивают игромана (Джон Айрленд), который украл у них деньги. Намного больше экранного времени Кори досталось в жестокой нуаровой драме «Грубая сила» (1947) о попытке группы заключённых организовать побег из тюрьмы, которая закончилась трагедией. Несмотря на присутствие в картине целой группы признанных актёров во главе с Бёртом Ланкастером, Кори запомнился в роли предателя Фрешмана. Когда сокамерники узнают о его предательстве, они привязывают его к передней части самосвала. В итоге во время побега привязанного Фрешмана изрешечивают пулями надсмотрщики, которые поджидают беглецов с другой стороны туннеля. Позднее Кори вспоминал, что режиссёр Жюль Дассен «не особенно любил „Грубую силу“, но говорил, что я в нём хорош. Я же думал, что это потрясающий фильм — настолько он был ужасным». Критики также были в восторге от фильма. Харрисон Кэрролл написал в Los Angeles Evening Herald Express: «По своей ожесточённости и саспенсу Голливуд никогда не снимал побега из тюрьмы, равного этой картине», а обозреватель Newsweek назвал фильм «сильной, даже садистской мелодрамой со сценами ужасающего экшна и кульминацией, от которой волосы встают дыбом». Некоторые рецензенты обратили отдельное внимание на Кори, в частности, Ллойд Л. Слоун из Los Angeles Citizen-News отметил, что его игра «заслуживает восхищения», а Джек Д. Грант из «Голливуд Репортер» заключил, что созданный Кори образ стоит «отнести ему в заслугу». Современный критик Хэл Эриксон также пришёл к заключению, что «трудно забыть образ Кори в роли грязного стукача в фильме „Грубая сила“, когда его привязывают к переду грузовика и толкают прямо под град полицейских пуль».
Кори вновь оказался в тюрьме в главной роли в фильме нуар «Кэньон-Сити» (1948), который был основанный на реальном случае побега из тюрьмы в Кэньон-Сити, Колорадо. Фильм в документальном стиле рассказывал о нескольких заключённых, а также представлял реального начальника тюрьмы, который играл сам себя. Кори сыграл в этой картине лидера беглецов Карла Шварцмиллера, который на момент съёмок фильма всё ещё находился в тюрьме. Кори вспоминал: «Это был ещё тот опыт — самым ужасным был запах формы и пыли на полу — всё пахло формальдегидом. Однажды я говорил со Шварцмиллером, который сидел в одиночной, тёмной камере с решёткой. Шварцмиллер решил, что я хорошо справлюсь с ролью. В какой-то момент, когда начальник охраны отвернулся, Шварцмиллер показал на карандаш у меня в кармане рубашки и прошептал „карандаш“. Я дал ему его. В субботу я арендовал машину, чтобы навестить родственников моей матери в Денвере. Когда я возвращался обратно следующим вечером, сотрудник по связям с общественностью сообщил мне: „Ты слышал о Шварцмиллере? Он покончил жизнь самоубийством“. Я спросил, как он это сделал. Тот ответил, что он сломал карандаш и воткнул его себе в вену, после чего истёк кровью. Я был очень подавлен. Я спросил себя: „Как с этим жить?“ После этого парень сказал, что он пошутил». По словам Хэннсберри, критики высоко оценили работу Кори в этом фильме, назвав её «впечатляющей» и «убедительной».
В том же году Кори сыграл тюремного стража в исторической драме «Жанна д’Арк» (1948) с Ингрид Бергман в заглавной роли, небольшую роль офицера кавалерии в комедии с Редом Скелтоном «Южный янки» (1948), и «курильщика сигарет» в кассовом хите «Возвращение домой» (1948) с Кларком Гейблом и Ланой Тёрнер.
В 1949 году Кори сыграл заметную роль моряка в остросюжетной приключенческой ленте «Найти „Красную ведьму“» (1949) с Джоном Уэйном и Гэйл Расселл, предателя в банде — в фильме нуар «Убежище» (1949), а также психиатра — в военной драме «Дом отважных» (1949), который Кори назвал своим любимым фильмом. В том же году Кори сыграл сержанта полиции в фильме нуар «Следуй за мной тихо» (1949), который рассказывал о серии убийств, совершённых маньяком, известным как «Судья», и о тяжёлой работе полиции по идентификации убийцы. Кори, который, по его собственным словам, был «заинтригован» фильмом, позднее вспоминал об обмене репликами с режиссёром Ричардом Флейшером относительно своей игры: «Я бегло просмотрел свою игру — и в какой-то момент сказал, что мне понравилось, что я делаю. Я думал, что моя игра была очень сдержанной, на что Флейшер сказал: „Если бы она была ещё чуть более сдержанной, мы бы Вас вообще не увидели!“».
На протяжении следующих двух лет Кори продолжал много работать, сыграв в общей сложности в 14 фильмах, включая драму «Яркий лист» (1950) с Гэри Купером и Лорен Бэколл, фантастический фильм «Вы услышите следующий голос» (1950) о семье, которая по радио слышит голос Бога, а также в вестернах «Нападение на почтовую станцию» (1951) с Тайроном Пауэром и Сьюзен Хэйворд, «Красная гора» (1951) с Аланом Лэддом и «Только отважные» (1951) с Грегори Пеком.

## Комиссия по антиамериканской деятельности
Как пишет Эриксон, «кинокарьера Кори прервалась неожиданно в 1952 году, когда он был несправедливо включён в чёрные списки за свои левые политические взгляды». Ещё в 1947 году Комиссия Конгресса США по расследованию антиамериканской деятельности начала расследование в отношении проникновения коммунизма в киноиндустрию, что привело к отстранению от работы группы кинодеятелей, известных как Голливудская десятка. Четыре года спустя Комиссия начала очередной раунд слушаний в попытке выкорчевать коммунистов из Голливуда, во время которого многие актёры, режиссёры, сценаристы и другие голливудские деятели стали выдавать Комиссии имена тех, кого они подозревали в коммунистической деятельности. В результате в чёрные списки Комиссии попало более 320 сотрудников Голливуда, среди них и Джефф Кори.
По словам самого Кори, он участвовал в левых собраниях несколькими годами ранее, но уже давно отошёл от этого движения. Кори говори: «Многие наши друзья были абсолютно разочарованы тем, чем оказалась Коммунистическая партия Америки. Мы уже в течение пяти лет не участвовали ни в какой политической деятельности, когда всё это случилось». Несмотря на это, актёр Марк Лоуренс назвал имя Кори, и почти мгновенно его карьера как актёра остановилась. Как отметил обозреватель Дуглас Мартин в «Нью-Йорк Таймс», в 1952 году Кори вызвали на слушания Комитета, «однако он не только отказался назвать имена, но также активно критиковал показания предыдущих свидетелей. Его тут же включили в чёрные списки, и он не мог работать ни в кино, ни на телевидении на протяжении последующих 12 лет». Кори, который должен был сниматься в телесериале с Энн Хардинг, рассказывал: «Меня вызвали и сказали, что все рекламные агентства заявили, что не смогут продолжить работу и финансировать шоу, если я буду в нём играть». Затем Кори потерял главную роль в фильме «Ангелы на поле» (1951). Позднее он говорил: «Я очень хотел сыграть в этом фильме роль обычного американского парня, и у меня её забрали».
Кори был подавлен невозможностью играть в кино и на телевидении, но отказывался сдаваться. Он говорил: «Это было тяжело, но я не погрузился в траур». Вместо этого Кори стал работать плотником, играть в некоторых спектаклях в Калифорнии и по военной стипендии поступил в Калифорнийский университет в Лос-Анджелесе, чтобы получить степень преподавателя ораторского мастерства.
27 октября 1997 года, почти через пять десятилетий после внесения в чёрный список, и в связи с 50-летием Голливудской десятки состоялось мероприятие «Голливуд помнит чёрный список», которое организовали Американская федерация артистов телевидения и радио, Гильдия режиссёров Америки, Гильдия киноактёров и Гильдия сценаристов. Позднее Кори вспоминал, что «это было выдающееся собрание. Все люди из чёрного списка были приглашены — это было действительно великое событие. Так мы были искуплены». Он также добавил, что никогда не простил и не забыл тех мужчин и женщин, которые на слушаниях давали свидетельские показания и назвали имена своих коллег. Он сказал: «Я проклинаю доносчиков. И они проклинают сами себя, и им нет прощения. Такое нельзя делать другому живому существу».

## Преподавательская деятельность
Кори мог вернуться в Нью-Йорк, чтобы попытаться возобновить театральную карьеру на Бродвее, однако решил остаться в Лос-Анджелесе, чтобы вести школу актёрского мастерства, когда с такой просьбой к нему обратилась группа молодых актёров. По словам Дугласа Мартина, Кори переоборудовал свой гараж в небольшую сцену, куда на первое занятие к нему пришло около 30 человек, каждый из которых согласился платить по 10 долларов в месяц за два занятия в неделю. Как вспоминал Кори: «Они (молодые актёры) стали приходить ко мне домой, где я на скромные деньги переоборудовал свой гараж в театр. Я никогда не давал никакой рекламы, моего имени даже никогда не было в телефонной книге. Всё передавалось из уст в уста». Вскоре Кори начал вести семь занятий в неделю, плюс детский класс в воскресенье утром. Среди его студентов были Джек Николсон, а в 1955 году — Джеймс Дин. Также в разное время у него занимались Барбара Стрейзанд, Энтони Перкинс, Рита Морено, Ричард Чемберлен и Робин Уильямс. Как отмечает Дуглас, Кори «практиковал различные подходы к актёрскому мастерству. Он не призывал своих учеников глубоко погружаться в своё подсознание, а скорее создавать глубоко продуманный контекст для каждого персонажа». В 1989 году заявил Кори в интервью «Лос-Анджелес Таймс», слишком сильная концентрация на внутренних чувствах может привести к «эмоциональной грыже». В интервью «Файненшл Таймс» в 1995 году Кори вспоминал, как Кирк Дуглас консультировался с ним о роли Спартака: «Он играл великого лидера с большим щегольством, и я сказал: „Ты раб из поколения рабов. Какое представление ты имеешь о лидерстве? Ты должен приложить ещё массу усилий, чтобы выработать лидерский голос и поступки“. И он сказал: „Боже, ты прав“». Николсон вспоминал в интервью «Нью-Йорк Таймс» в 1986 году, как Кори наставлял его: «Ты не можешь изменить мир, но ты можешь заставить мир думать». Со временем с помощью Кори киностудии стали набирать актёров на работу, а газета The National Observer написала, что школа оказала «большое влияние на киноиндустрию». Как говорил про это время сам Кори: «Я думаю, что искренне скажу, что я актёр для актёров. Актёры любят меня и уважают меня. И преподавание помогло мне сохранить свой актёрский талант».
Уже вернувшись в кино и на телевидение, Кори продолжал активно работать в сфере образования. Он был назначен профессором театральных искусств Университета штата Калифорния в Нортридже, а также консультантом Университета Бола в штате Индиана, Университета Иллинойса в Блумингтоне, Техасского университета в Остине, аспирантуры Нью-Йоркского университета, а также проводил семинары в других университетах.

## Продолжение актёрской карьеры в 1960-90-е годы
В период действия «чёрных списков» Кори периодически играл в театре, в частности, в спектакле «Дело Дж. Роберта Оппенгеймера» в Театре Марка Тэйпера в Южной Калифорнии, он также играл Полония в «Гамлете» и играл в спектакле «Вид с моста» по пьесе Артура Миллера в Ла-Хойе, Калифорния, где его партнёрами были Мартин Бальзам и Рита Морено.
В 1962 году Кори вернулся в кино, получив с помощью своего ученика Пэта Буна роль в триллере «Жёлтая канарейка» (1963). Кори вспоминал: «В этот фильм меня устроил Пэт Бун, когда я консультировал его по его роли, и мы с ним чудесно ладили. Однажды он пришёл ко мне со словами: „Мы сделали это, мы сделали это, мы сделали это!“». Позднее в том же году Кори появился в драме «Балкон» (1963) по пьесе Жана Жене, в которой играли Шелли Уинтерс, Питер Фальк и ещё одна звезда из «чёрного списка» — Ли Грант.
За этой картиной последовал психологический триллер «Леди в клетке» (1964) с Оливией де Хэвилленд, где он сыграл «выдающуюся роль алкаша с обезумевшими глазами, который грабит дом инвалида». Затем последовали криминальные мелодрамы «Жил-был вор» (1964) с Аленом Делоном и «Микки один» (1965) с Уорреном Битти, а также драма о карточных игроках «Цинциннати Кид» (1965) со Стивом Маккуином и Эдвардом Робинсоном и психологический триллер «Вторые» (1966) с Роком Хадсоном. Кори также ездил в Германию, чтобы сыграть Абрахама Линкольна в исторической приключенческой ленте «Сокровища ацтеков» (1965), которую поставил Роберт Сиодмак. Как вспоминал Кори, «через девятнадцать лет после „Убийц“ я получил телеграмму от Сиодмака, который приглашал меня на роль, и это, конечно, меня тронуло». Со смехом он вспоминал, как в аэропорту Берлина надел бороду, после чего берлинские газеты написали: «Абрахам Линкольн прибыл в Берлин». В конце концов, Кори уговорил Сиодмака заменить эту «смехотворную бороду».
В 1967 году Кори сыграл роль отца одного из убийц в криминальной драме «Хладнокровное убийство» (1967). В 1968 году он сыграл негодяя, который убивает отца главной героини, в вестерне «Настоящее мужество» (1969) с Джоном Уэйном в главной роли, а также симпатичного шерифа с метким глазом в вестерне «Буч Кэссиди и Сандэнс Кид» (1969) с Робертом Редфордом и Полом Ньюманом. Все три фильма имели большой успех, и, как сказал о них Кори, «лучше и быть не могло».
Год спустя Кори сыграл Дикого Билла Хикока в комедийном вестерне «Маленький большой человек» (1970) с Дастином Хоффманом в главной роли. Другими популярными картинами в 1970-е годы были вестерн «Перестрелка» (1971) с Грегори Пеком и драма о кинопродюсере «Последний магнат» (1976) с Робертом де Ниро. Кори также исполнил роль рабби в божественной комедии «О, Боже!» (1977) и повторил свою роль шерифа Бледстоу в вестерне «Бутч и Сандэнс: ранние годы» (1979).
В 1984 году Кори сыграл роль главного визиря в фэнтези-боевике «Конан-разрушитель» (1984) с Арнольдом Шварценеггером, а в 1990-е годы сыграл в таких фильмах, как приключенческая комедия «Птичка на проводе» (1990) с Мелом Гибсоном, триллер «Рубин Каира» (1992) с Энди Макдауэлл, семейная комедия «Бетховен 2» (1993), триллер «Цвет ночи» (1994) с Брюсом Уиллисом и приключенческий боевик «Игра на выживание» (1994) с Рутгером Хауэром.

## Карьера на телевидении
После того, как «чёрные списки» перестали действовать, Кори получил небольшую роль в гангстерском телесериале «Неприкасаемые» (1961), после чего «появился в эпизодах множества ведущих сериалов, хотя вплоть до „Адского города“ (1985) и не имел в них постоянных ролей». В частности, в 1960-е годы он сыграл в таких популярных сериалах, как «За гранью возможного» (1963), «Перри Мейсон» (1964), «Сыромятная плеть» (1965), «Бонанза» (1966) и «Звёздный путь» (1969).
На протяжении последующих трёх десятилетий Кори продолжал играть гостевые роли в популярных сериалах, таких как «Улицы Сан-Франциско» (1973), «Коджак» (1975), «Старски и Хатч» (1975), «Макклауд» (1976), «Бионическая женщина» (1977), «Маленький домик в прерии» (1979-81, 2 эпизода), «Лу Грант» (1980-82, 3 эпизода), «Ночной суд» (1984-86, 2 эпизода), «Команда А» (1986), «Синатра» (1992, 4 эпизода), «Вавилон-5» (1996), и в 2000 году — «Зачарованные» и «Восточный парк».
Как отмечено в биографии актёра на сайте Turner Classic Movies, «со своими большими, тёплыми глазами, густыми седеющими волосами и острым подбородком, Кори запомнился зрителям как отец главной героини» в комедийном телесериале «Один день за раз» (1979), и как отставной адвокат в драме о деятельности священника в неблагополучном квартале Лос-Анджелеса «Адский город» (1985, 8 эпизодов). В 1986 году Кори появился вместе с Сильвией Сидни и Кейт Рид в ролях пенсионеров, которые делят помещение с сиротами, в семи эпизодах недолговечного сериала CBS «Утренняя звезда/Вечерняя звезда» (1986).
Кроме того, начиная с 1970-х годов, Кори сыграл во множестве телевизионных фильмов, среди них «Киноубийца» (1970), «Перестрелка» (1971), «Нечто зловещее» (1972), «Проклятие чёрной вдовы» (1977), «Пират» (1978), «Домой» (1980), «Крик незнакомцев» (1982), «Адский город» (1985), «Окончательная опасность» (1985), «Смертельная тишина» (1989), «Роза и шакал» (1990), «Моей дочери» (1990), «Расплата» (1991) и «Лотерея» (1996).
В 1970 году Кори начал работать на телевидении как режиссёр, поставив на канале NBC 10 эпизодов телесериала Рода Серлинга «Ночная галерея» (1970-72), а также один эпизод недолговечного сериала «Психиатр» (1971). Позднее он поставил отдельные эпизоды таких сериалов, как «Под именами Смит и Джонс» (1972, 2 эпизода), «Шестое чувство» (1972) и «Сыновья и дочери» (1974).

## Актёрское амплуа и оценка творчества
Как отметила Карен Хэннсберри, «Кори со своей необычной грубоватой, морщинистой внешностью и исключительным талантом» был «известным своей разносторонностью характерным актёром». По свидетельству Дугласа Мартина, Кори, выделяющийся «своими кустистыми бровями, морщинистым носом и мгновенно узнаваемым голосом», сыграл почти в 100 фильмах, среди которых особого внимания заслуживают его роли бандита в фильме нуар «Убийцы» (1946), шерифа в вестерне «Бутч Кэссиди и Санденс Кид» (1969) и Дикого Билла Хикока в вестерне «Маленький большой человек» (1970). По свидетельству Хэннсберри, до 1951 года многие из своих лучших ролей Кори сыграл в фильмах нуар, среди них «Грубая сила» (1947), «Кэнон-Сити» (1948) и «Следуй за мной тихо» (1949).
В 1951 году Кори предстал перед Комиссией по расследованию антиамериканской деятельности, которая наложила запрет на его работу в кино и на телевидении из-за связей с Коммунистической партией. Как пишет Хэл Эриксон, «чтобы заработать на жизнь, Кори стал основал собственную школу актёрского мастерства, которая в итоге заняла ведущее место среди школ этого направления».
После более чем 10-летнего отсутствия Кори вернулся в кино, сыграв в таких запоминающихся фильмах, как «Цинциннати Кид» (1965), «Настоящее мужество» (1969), «Буч Кэссиди и Сандэнс Кид» (1969) и «Маленький большой человек» (1970). Согласно биографии актёра на Turner Classic Movies, после возвращения в кино «Кори часто играл добрых, но грубоватых пожилых персонажей. Его черты стали жёсткими, его мастерство более гладким, и он стал регулярно появляться на экране в ролях второго плана, при этом часто эти роли были даже большей значимости, чем до 1950 года». Помимо работы в кино Кори работал также и на телевидении, где выступал не только как актёр, но и как режиссёр некоторых телесериалов.

## Личная жизнь
В 1938 году Кори женился на Хоуп В. Викторсон, с которой прожил в течение 64 лет вплоть до своей смерти. У пары было три дочери — Джейн, Ив Кори Поллинг и Эмили, а также шесть внуков.
Несмотря на травлю в период «охоты на ведьм» в 1950-е годы, Кори считал, что у него была исключительная карьера, и что он прожил полную, счастливую и удачную жизнь. В 2000 году он говорил: «Я нашёл свой путь. У нас чудесные дети, которые понимают и уважают нас. И шесть внуков. Я всё ещё преподаю. Я получаю пенсию от четырёх союзов. У нас самый лучший вид из окна во всём Лос-Анджелесе. И я рад своей жизни».

## Смерть
Джефф Кори скоропостижно скончался 16 августа 2002 года от осложнений, вызванных падением в своём доме в Малибу. Ему было 88 лет.

## Фильмография
| Год       |     | Русское название                       | Оригинальное название                  | Роль                                               |
| --------- | --- | -------------------------------------- | -------------------------------------- | -------------------------------------------------- |
| 1938      | ф   | Закон – это я                          | I Am the Law                           | бандит (в титрах не указан)                        |
| 1939      | ф   | Одна треть нации                       | ...One Third of a Nation...            | человек в толпе (в титрах не указан)               |
| 1940      | ф   | Ты узнаешь                             | You'll Find Out                        | мистер Кори (в титрах не указан)                   |
| 1940      | ф   | Горькое и сладкое                      | Bitter Sweet                           | второй человек на лестнице (в титрах не указан)    |
| 1940      | ф   | Средний палец, левая рука              | Third Finger, Left Hand                | Джохан (в титрах не указан)                        |
| 1941      | ф   | Бабская политика                       | Petticoat Politics                     | Генри Троттер                                      |
| 1941      | ф   | Мятеж в Арктике                        | Mutiny in the Arctic                   | повар                                              |
| 1941      | ф   | Дебют в маленьком городке              | Small Town Deb                         | Гектор                                             |
| 1941      | ф   | Вызывает Париж                         | Paris Calling                          | секретарь (в титрах не указан)                     |
| 1941      | ф   | Дьявол и Даниел Уэбстер                | All That Money Can Buy                 | Том Шарп (в титрах не указан)                      |
| 1941      | ф   | Леди из Шайенна                        | The Lady from Cheyenne                 | репортёр (в титрах не указан)                      |
| 1942      | ф   | К Северу от Клондайка                  | North to the Klondike                  | Лейф Джордан                                       |
| 1942      | ф   | Что такой Хоуп Шуйлер?                 | Who Is Hope Schuyler?                  | врач, проводящий осмотр                            |
| 1942      | ф   | Человек, который не умирал             | The Man Who Wouldn't Die               | коронер Тим Ларсен                                 |
| 1942      | ф   | Почтальон не звонил                    | The Postman Didn't Ring                | Гарвуд Грин                                        |
| 1942      | ф   | Теннеси Джонсон                        | Tennessee Johnson                      | капитан (в титрах не указан)                       |
| 1942      | ф   | Проблема с девушкой                    | Girl Trouble                           | мистер Муни (в титрах не указан)                   |
| 1942      | ф   | Синкопа                                | Syncopation                            | адвокат Кита (в титрах не указан)                  |
| 1942      | ф   | Рокси Харт                             | Roxie Hart                             | дежурный (в титрах не указан)                      |
| 1943      | ф   | Мой друг Флика                         | My Friend Flicka                       | Тим Мёрфи                                          |
| 1943      | ф   | Воздушный стрелок                      | Aerial Gunner                          | член экипажа (в титрах не указан)                  |
| 1943      | ф   | Закат Луны                             | The Moon Is Down                       | Альберт (в титрах не указан)                       |
| 1943      | ф   | Франкенштейн встречает человека-волка  | Frankenstein Meets the Wolf Man        | хранитель крипты (в титрах не указан)              |
| 1946      | ф   | Убийцы                                 | The Killers                            | Блинки Фрэнклин (в титрах не указан)               |
| 1946      | ф   | Это не должно случиться с собакой      | It Shouldn't Happen to a Dog           | Сэм Блэк (в титрах не указан)                      |
| 1946      | ф   | Джо Палука, чемпион                    | Joe Palooka, Champ                     | репортёр (в титрах не указан)                      |
| 1946      | ф   | Где-то в ночи                          | Somewhere in the Night                 | банковский кассир                                  |
| 1947      | ф   | Шомпол                                 | Ramrod                                 | Байс                                               |
| 1947      | ф   | Грубая сила                            | Brute Force                            | новичок Стэк                                       |
| 1947      | ф   | Каникулы Хоппи                         | Hoppy's Holiday                        | Джед                                               |
| 1947      | ф   | Гангстер                               | The Gangster                           | племянник Карти (в титрах не указан)               |
| 1947      | ф   | Пламя                                  | The Flame                              | незнакомец (в титрах не указан)                    |
| 1947      | ф   | Непокорённый                           | Unconquered                            | охотник (в титрах не указан)                       |
| 1947      | ф   | Чудо на 34-й улице                     | Miracle on 34th Street                 | репортёр (в титрах не указан)                      |
| 1947      | ф   | Калифорния                             | California                             | Клем (в титрах не указан)                          |
| 1947      | ф   | Шокирующая мисс Пилгрим                | The Shocking Miss Pilgrim              | стенографист (в титрах не указан)                  |
| 1948      | ф   | По прозвищу Джентльмен                 | Alias a Gentleman                      | Зу                                                 |
| 1948      | ф   | Крушение «Гесперуса»                   | The Wreck of the Hesperus              | Джошуа Хилл                                        |
| 1948      | ф   | Давай будем жить снова                 | Let's Live Again                       | бармен                                             |
| 1948      | ф   | Кэньон-Сити                            | Canon City                             | Карл Шварцмиллер                                   |
| 1948      | ф   | Южный янки                             | A Southern Yankee                      | сержант кавалерии юнионистов (в титрах не указан)  |
| 1948      | ф   | Жанна Д'Арк                            | Joan of Arc                            | надсмотрщик Джоан                                  |
| 1948      | ф   | Похищенный                             | Kidnapped                              | Шоун                                               |
| 1948      | ф   | Найти «Красную ведьму»                 | Wake of the Red Witch                  | мистер Лоринг                                      |
| 1948      | ф   | Я, Джейн Доу                           | I, Jane Doe                            | офицер бюро иммиграции (в титрах не указан)        |
| 1948      | ф   | Возвращение домой                      | Homecoming                             | курящий человек (в титрах не указан)               |
| 1949      | ф   | Убежище                                | Hideout                                | Бичем                                              |
| 1949      | ф   | Город за рекой                         | City Across the River                  | лейтенант полиции Луи Мэйкон                       |
| 1949      | ф   | Жестокое обращение                     | Roughshod                              | Джед Грэм                                          |
| 1949      | ф   | Дом отважных                           | Home of the Brave                      | доктор                                             |
| 1949      | ф   | Следуй за мной тихо                    | Follow Me Quietly                      | сержант полиции Арт Коллинз                        |
| 1949      | ф   | Принцесса Багдада                      | Bagdad                                 | Махамед Джао                                       |
| 1949      | ф   | Место преступления                     | Scene of the Crime                     | человек, арестованный с ножом (в титрах не указан) |
| 1950      | ф   | Невадец                                | The Nevadan                            | Барт                                               |
| 1950      | ф   | Поющие стволы                          | Singing Guns                           | Ричардс                                            |
| 1950      | ф   | Беглецы                                | The Outriders                          | Кили                                               |
| 1950      | ф   | Тропа на Рок-Айленде                   | Rock Island Trail                      | Эйб Линкольн                                       |
| 1950      | ф   | Яркий лист                             | Bright Leaf                            | Джон Бартон                                        |
| 1950      | ф   | Вы услышите следующий голос            | The Next Voice You Hear                | Фредди Дибсон                                      |
| 1950      | ф   | Четырнадцать часов                     | Fourteen Hours                         | сержант полиции Фарли                              |
| 1951      | ф   | Нападение на почтовую станцию          | Rawhide                                | Люк Дейвис                                         |
| 1951      | ф   | Только отважные                        | Only the Valiant                       | Джо Хармони                                        |
| 1951      | ф   | Нью-Мексико                            | New Mexico                             | Койот                                              |
| 1951      | ф   | Сирокко                                | Sirocco                                | Фейсал (в титрах не указан)                        |
| 1951      | ф   | Принц, который был вором               | The Prince Who Was a Thief             | Эмир Мокар                                         |
| 1951      | ф   | Никогда не доверяй азартному игроку    | Never Trust a Gambler                  | Лу Брекер                                          |
| 1951      | ф   | Супермен и люди-кроты                  | Superman and the Mole-Men              | Люк Бенсон                                         |
| 1951      | ф   | Красная гора                           | Red Mountain                           | сержант Ски                                        |
| 1960      | кор | Внутри Магу                            | Inside Magoo                           | доктор                                             |
| 1961      | с   | Неприкасаемые                          | The Untouchables                       | 1 эпизод                                           |
| 1962      | с   | Прибрежный бродяга                     | The Beachcomber                        | 1 эпизод                                           |
| 1963      | ф   | Балкон                                 | The Balcony                            | епископ                                            |
| 1963      | ф   | Жёлтая канарейка                       | The Yellow Canary                      | Джо                                                |
| 1963      | с   | За гранью возможного                   | The Outer Limits                       | 1 эпизод                                           |
| 1964      | ф   | Леди в клетке                          | Lady in a Cage                         | Джордж Л. Брейди-младший, он же Репент             |
| 1964      | с   | Перри Мейсон                           | Perry Mason                            | 1 эпизод                                           |
| 1964      | с   | Медсестры                              | The Nurses                             | 1 эпизод                                           |
| 1964      | с   | Колледж Ченнинг                        | Channing                               | 1 эпизод                                           |
| 1965      | ф   | Сокровище ацтеков                      | Der Schatz der Azteken                 | Абрахам Линкольн                                   |
| 1965      | ф   | Жил-был вор                            | Once a Thief                           | лейтенант полиции Кебнер                           |
| 1965      | ф   | Микки один                             | Mickey One                             | Ларри Фрайер                                       |
| 1965      | ф   | Цинциннати Кид                         | The Cincinnati Kid                     | Хобан                                              |
| 1965      | с   | Сыромятная плеть                       | Rawhide                                | 1 эпизод                                           |
| 1965      | с   | Гомер Куча, морпех                     | Gomer Pyle: USMC                       | 1 эпизод                                           |
| 1965—1968 | с   | Дикий дикий запад                      | The Wild Wild West                     | 2 эпизода                                          |
| 1966      | ф   | Вторые                                 | Seconds                                | мистер Руби                                        |
| 1966      | с   | Хоук                                   | Hawk                                   | 1 эпизод                                           |
| 1966      | с   | Интуиция                               | Insight                                | 1 эпизод                                           |
| 1966      | с   | Боб Хоуп представляет Театр «Крайслер» | Bob Hope Presents the Chrysler Theatre | 1 эпизод                                           |
| 1966—1967 | с   | Бежать ради жизни                      | Run for Your Life                      | 2 эпизода                                          |
| 1966—1971 | с   | Бонанза                                | Bonanza                                | 2 эпизода                                          |
| 1967      | ф   | Хладнокровное убийство                 | In Cold Blood                          | мистер Хикок                                       |
| 1967      | с   | Стальной жеребец                       | Iron Horse                             | 1 эпизод                                           |
| 1967      | с   | Гориллы Гаррисона                      | Garrison's Gorillas                    | 1 эпизод                                           |
| 1967—1968 | с   | Защитник Джадд                         | Judd for the Defense                   | 2 эпизода                                          |
| 1968      | ф   | Бостонский душитель                    | The Boston Strangler                   | Джон Асгейрссон                                    |
| 1969      | ф   | В тупике                               | Impasse                                | Вомбат                                             |
| 1969      | ф   | Настоящее мужество                     | True Grit                              | Том Чейни                                          |
| 1969      | ф   | Буч Кэссиди и Сандэнс Кид              | Butch Cassidy and the Sundance Kid     | шериф Бледсоу                                      |
| 1969      | с   | Дымок из ствола                        | Gunsmoke                               | 1 эпизод                                           |
| 1969      | с   | Звездный путь                          | Star Trek                              | 1 эпизод                                           |
| 1969—1971 | с   | Отдел 5-O                              | Hawaii Five-O                          | 2 эпизода                                          |
| 1970      | ф   | Под планетой обезьян                   | Beneath the Planet of the Apes         | Кэспэй                                             |
| 1970      | ф   | Напрямик                               | Getting Straight                       | доктор Эдвард Уиллхант                             |
| 1970      | ф   | Меня зовут Мистер Тиббс!               | They Call Me Mister Tibbs!             | капитан Марден                                     |
| 1970      | ф   | Прикрой меня, детка                    | Cover Me Babe                          | Пол                                                |
| 1970      | ф   | Маленький большой человек              | Little Big Man                         | Дикий Билл Хикок                                   |
| 1970      | тф  | Убийца в кино                          | The Movie Murderer                     | Коллиер Лэндис                                     |
| 1970      | с   | Директор школы                         | Headmaster                             | 1 эпизод                                           |
| 1970—1971 | с   | Ночная галерея                         | Night Gallery                          | 2 эпизода                                          |
| 1971      | ф   | Отстрел                                | Shoot Out                              | солдат                                             |
| 1971      | ф   | Кэтлоу                                 | Catlow                                 | Мэрридбю                                           |
| 1971      | ф   | Лёгкая мишень                          | Clay Pigeon                            | доктор в клинике                                   |
| 1971      | тф  | Что-то зловещее                        | Something Evil                         | Германн                                            |
| 1971      | тф  | Маленькая большая рыбка                | Big Fish, Little Fish                  | Пол Стампфиг                                       |
| 1971      | с   | Психиатр                               | The Psychiatrist                       | 1 эпизод                                           |
| 1971      | с   | Мэнникс                                | Mannix                                 | 1 эпизод                                           |
| 1972      | с   | Под именами Смит и Джонс               | Alias Smith and Jones                  | 1 эпизод                                           |
| 1972      | с   | Поиск                                  | Search                                 | 1 эпизод                                           |
| 1972      | с   | Смелые: Новые доктора                  | The Bold Ones: The New Doctors         | 1 эпизод                                           |
| 1972      | с   | Диснейленд                             | Disneyland                             | 1 эпизод                                           |
| 1973      | тф  | Поджечь этот город                     | Set This Town on Fire                  | Уолтер Стаффорд                                    |
| 1973      | тф  | Братья Фазз                            | The Fuzz Brothers                      | капитан Лин                                        |
| 1973      | с   | Шоу Боба Ньюхарта                      | The Bob Newhart Show                   | 1 эпизод                                           |
| 1973      | с   | Улицы Сан-Франциско                    | The Streets of San Francisco           | 1 эпизод                                           |
| 1973      | с   | Полицейская история                    | Police Story                           | 1 эпизод                                           |
| 1973      | с   | Оуэн Маршалл, адвокат                  | Owen Marshall, Counselor at Law        | 1 эпизод                                           |
| 1974      | тф  | Револьвер и кафедра                    | The Gun and the Pulpit                 | глава отряда                                       |
| 1974      | с   | Хокинс                                 | Hawkins                                | 1 эпизод                                           |
| 1974      | с   | Бумажная луна                          | Paper Moon                             | 1 эпизод                                           |
| 1975      | ф   | Бумажный тигр                          | Paper Tiger                            | мистер Кинг                                        |
| 1975      | с   | Коджак                                 | Kojak                                  | 1 эпизод                                           |
| 1975      | с   | Человек на шесть миллионов долларов    | The Six Million Dollar Man             | 1 эпизод                                           |
| 1975      | с   | Беги, Джо, беги                        | Run, Joe, Run                          | 1 эпизод                                           |
| 1975      | с   | Врачи больницы                         | Doctors' Hospital                      | 1 эпизод                                           |
| 1975      | с   | Старски и Хатч                         | Starsky and Hutch                      | 1 эпизод                                           |
| 1976      | ф   | Предчувствие                           | The Premonition                        | детектив, лейтенант Марк Денвер                    |
| 1976      | ф   | Последний магнат                       | The Last Tycoon                        | доктор                                             |
| 1976      | тф  | Банджо Хэккетт в свободном плавании    | Banjo Hackett: Roamin' Free            | судья Джейнуэй                                     |
| 1976      | тф  | Грустные и одинокие выходные           | The Sad and Lonely Sundays             | Дин Миллер                                         |
| 1976      | тф  | Рокси Пейдж                            | Roxy Page                              | Алекс Хагопян                                      |
| 1976      | с   | Подмена                                | Switch                                 | 2 эпизода                                          |
| 1976      | с   | Макклауд                               | McCloud                                | 1 эпизод                                           |
| 1977      | ф   | Экспресс в Лунном округе               | Moonshine County Express               | Хаген                                              |
| 1977      | ф   | О Боже!                                | Oh, God!                               | Рабби Сильверстоун                                 |
| 1977      | тф  | Проклятие черной вдовы                 | Curse of the Black Widow               | Аспа Сольдадо                                      |
| 1977      | тф  | Отважные капитаны                      | Captains Courageous                    | Солтерс                                            |
| 1977      | с   | Признание двух мужчин                  | Testimony of Two Men                   | 1 эпизод                                           |
| 1977      | с   | Шоу Ричарда Прайора                    | The Richard Pryor Show                 | 3 эпизода                                          |
| 1977      | с   | Бионическая женщина                    | The Bionic Woman                       | 1 эпизод                                           |
| 1978      | ф   | Секрет Дженнифер                       | Jennifer                               | Люк Бейлор                                         |
| 1978      | ф   | Дикие гуси                             | The Wild Geese                         | мистер Мартин                                      |
| 1978      | тф  | Шейх Бадияр. История любви и мести     | The Pirate                             | принц Фейяд                                        |
| 1978      | с   | Что творится!!                         | What's Happening!!                     | 1 эпизод                                           |
| 1978      | с   | Величайшие библейские герои            | Greatest Heroes of the Bible           | 1 эпизод                                           |
| 1978      | с   | Остров фантазий                        | Fantasy Island                         | 1 эпизод                                           |
| 1978—1979 | с   | Барни Миллер                           | Barney Miller                          | 2 эпизода                                          |
| 1979      | ф   | Буч и Сандэнс: Ранние дни              | Butch and Sundance: The Early Days     | Рэй Бледстоу                                       |
| 1979      | ф   | Вверх по реке                          | Up River                               | Бэкшоу                                             |
| 1979      | с   | Не всё сразу                           | One Day at a Time                      | 1 эпизод                                           |
| 1979—1981 | с   | Маленький домик в прериях              | Little House on the Prairie            | 2 эпизода                                          |
| 1980      | ф   | Битва за пределами звёзд               | Battle Beyond the Stars                | Зед                                                |
| 1980      | тф  | Дорога домой                           | Homeward Bound                         | Джордж                                             |
| 1980      | с   | Уходя в отрыв                          | Breaking Away                          | 1 эпизод                                           |
| 1980—1982 | с   | Лу Грант                               | Lou Grant                              | 3 эпизода                                          |
| 1982      | ф   | Меч и колдун                           | The Sword and the Sorcerer             | Краккус                                            |
| 1982      | тф  | Крик незнакомцам                       | Cry for the Strangers                  | Райли                                              |
| 1982      | с   | Тихая пристань                         | Knots Landing                          | 1 эпизод                                           |
| 1982      | с   | Кингс Кроссинг                         | King's Crossing                        | 1 эпизод                                           |
| 1982      | с   | Сила Мэтью Стара                       | The Powers of Matthew Star             | 1 эпизод                                           |
| 1983      | ф   | Петух: шпоры смерти!                   | Rooster: Spurs of Death!               | Кинк                                               |
| 1983      | с   | У Арчи Банкера                         | Archie Bunker's Place                  | 1 эпизод                                           |
| 1983      | с   | У Аманды                               | Amanda's                               | 1 эпизод                                           |
| 1983      | с   | Человек-животное                       | Manimal                                | 1 эпизод                                           |
| 1984      | ф   | Конан-разрушитель                      | Conan the Destroyer                    | главный визирь                                     |
| 1984      | с   | Театр сказочных историй                | Faerie Tale Theatre                    | 1 эпизод                                           |
| 1984      | с   | Ньюхарт                                | Newhart                                | 1 эпизод                                           |
| 1984      | с   | Умные парни                            | Whiz Kids                              | 1 эпизод                                           |
| 1984—1986 | с   | Ночной суд                             | Night Court                            | 2 эпизода                                          |
| 1985      | ф   | Создатель                              | Creator                                | Дин Харрингтон                                     |
| 1985      | тф  | Адский город                           | Hell Town                              | адвокат Сэм                                        |
| 1985      | тф  | Окончательная опасность                | Final Jeopardy                         | брошеный                                           |
| 1985      | с   | Адский город                           | Hell Town                              | адвокат Сэм, 8 эпизодов                            |
| 1985      | с   | Саймон и Саймон                        | Simon & Simon                          | 1 эпизод                                           |
| 1986      | тф  | Вторая подача                          | Second Serve                           | доктор Гарри Бенджамин                             |
| 1986      | с   | Человек со звезды                      | Starman                                | 1 эпизод                                           |
| 1986      | с   | Настоящие признания                    | True Confessions                       | 1 эпизод                                           |
| 1986      | с   | Утренняя звезда/Вечерняя звезда        | Morningstar/Eveningstar                | Билл Макгрегор, 7 эпизодов                         |
| 1986      | с   | Команда «А»                            | The A-Team                             | 1 эпизод                                           |
| 1987      | с   | Идеальные незнакомцы                   | Perfect Strangers                      | 1 эпизод                                           |
| 1988      | ф   | Посланник смерти                       | Messenger of Death                     | Уиллис Бичем                                       |
| 1988      | с   | Тайна монастырской ракии               | Tajna manastirske rakije               | полковник Фрэзиер                                  |
| 1988      | с   | Война миров                            | War of the Worlds                      | 1 эпизод                                           |
| 1989      | тф  | Смертельная тишина                     | A Deadly Silence                       | судья Харви У. Шерман                              |
| 1989      | с   | Санта-Барбара                          | Santa Barbara                          | 1 эпизод                                           |
| 1989      | с   | Джейк и Толстяк                        | Jake and the Fatman                    | 1 эпизод                                           |
| 1989      | с   | Розанна                                | Roseanne                               | 1 эпизод                                           |
| 1990      | тф  | Роза и шакал                           | The Rose and the Jackal                | Джеймс Бьюкенен                                    |
| 1990      | ф   | Птичка на проводе                      | Bird on a Wire                         | Лу Бейрд                                           |
| 1990      | ф   | Проект «Иуда»                          | The Judas Project                      | Понерас                                            |
| 1990      | тф  | Моей дочери                            | To My Daughter                         | Трэвис                                             |
| 1990      | с   | Моей дочери                            | To My Daughter                         | 1 эпизод                                           |
| 1990      | с   | Детки                                  | Babes                                  | 1 эпизод                                           |
| 1990      | с   | Кафе «Багдад»                          | Bagdad Cafe                            | 1 эпизод                                           |
| 1990      | с   | Красавица и чудовище                   | Beauty and the Beast                   | 1 эпизод                                           |
| 1991      | тф  | Расплата                               | Payoff                                 | Дон Анциа                                          |
| 1991      | тф  | Человек-стиральная машина              | The Washing Machine Man                | Эдди Силлс                                         |
| 1991      | с   | Огонь Габриэля                         | Gabriel's Fire                         | 1 эпизод                                           |
| 1992      | ф   | Рубин Каира                            | Ruby Cairo                             | Джо Дик                                            |
| 1992      | с   | Синатра                                | Sinatra                                | Куинлин (4 эпизода)                                |
| 1993      | ф   | Бетховен 2                             | Beethoven's 2nd                        | Гас, уборщик                                       |
| 1993      | с   | Луна над Майами                        | Moon Over Miami                        | 1 эпизод                                           |
| 1994      | ф   | Игра на выживание                      | Surviving the Game                     | Хэнк                                               |
| 1994      | ф   | Цвет ночи                              | Color of Night                         | Эшланд                                             |
| 1994      | тф  | Местные                                | Locals                                 |                                                    |
| 1995      | с   | Частокол                               | Picket Fences                          | 1 эпизод                                           |
| 1995      | с   | Маршал                                 | The Marshal                            | 1 эпизод                                           |
| 1995      | с   | Домашний суд                           | The Home Court                         | 1 эпизод                                           |
| 1995—1997 | с   | Человек-паук                           | Spider-Man                             | Силвермейн (голос, 5 эпизодов)                     |
| 1996      | тф  | Лотерея                                | The Lottery                            | Альберт Смит                                       |
| 1996      | с   | Вавилон-5                              | Babylon 5                              | 1 эпизод                                           |
| 1997      | ф   | Американский герой                     | American Hero                          |                                                    |
| 1997      | с   | Мерфи Браун                            | Murphy Brown                           | 1 эпизод                                           |
| 1997      | с   | Причуды науки                          | Perversions of Science                 | 1 эпизод                                           |
| 1997      | с   | Ничего святого                         | Nothing Sacred                         | 1 эпизод                                           |
| 1998      | ф   | Тед                                    | Ted                                    | профессор                                          |
| 1998      | с   | Беглец из преисподней                  | Brimstone                              | 1 эпизод                                           |
| 2000      | с   | Зачарованные                           | Charmed                                | 1 эпизод                                           |
| 2000      | с   | Восточный парк                         | The District                           | 1 эпизод                                           |